# Il ladro che venne a pranzo
Il ladro che venne a pranzo (The Thief Who Came to Dinner) è un film del 1973 diretto da Bud Yorkin, con Ryan O'Neal, Jacqueline Bisset e Warren Oates. La sceneggiatura si basa sul romanzo The Thief Who Came to Dinner di Terrence Lore Smith pubblicato nel 1971.

## Trama
Webster McGee è un programmatore di computer a Houston (Texas), che improvvisamente decide di lasciare il suo lavoro e diventare un ladro di gioielli. Il suo primo colpo è ai danni del ricco uomo d'affari Henderling, a cui sottrae non solo denaro ma anche documenti con informazioni compromettenti che potrebbero rovinare la carriera del derubato. Mentre sta per uscire dalla casa di Henderling, lo sguardo di Webster si posa su una scacchiera in oro ed argento. Così, per gioco e per lasciare la sua firma, inizia una partita a scacchi facendo lui la mossa di apertura col pedone nero. Quest'azione sarà l'inizio di una vera partita a scacchi contro l'esperto Zukovsky. Da quel momento la stampa identificherà l'anonimo ladro con l'appellativo di Scassomatto.
McGee decide di usare i documenti sottratti a Henderling come arma di ricatto, non per ottenere denaro ma per essere introdotto nell'alta società di Houston e conoscere altre facoltose e potenziali vittime. In uno dei tanti appuntamenti mondani, McGee conosce Laura, che si innamora di lui e decide di aiutarlo a svaligiare le case dei molti amici di Henderling. Furti e amore procedono a gonfie vele fino a quando non entra in scena Dave Reilly, investigatore per la Texas Mutual Insurance, che intuisce che Webster McGee è l'autore dei numerosi furti. Tuttavia, nel corso delle indagini, Reilly e McGee instaurano un perverso rapporto di amicizia che porterà l'investigatore, esautorato dalla propria compagnia assicurativa, in flagranza di reato nell'ennesimo colpo di Webster a una gioielleria mentre ruba una scacchiera come regalo per Laura per la vittoriosa partita a scacchi contro Zukovsky, dovrà decidere tra la propria lealtà alla compagnia di assicurazione e l'amicizia con il ladro.

## Produzione
Nel novembre del 1970 fu annunciato che la Yorkin and Lear's Tandem Production aveva acquisito i diritti della novella di Terrence Lore Smith che intendeva realizzare in collaborazione con la Warner Bros. un film. Yorkin più tardi dichiarò che le sue intenzioni erano di realizzare un film che fosse un tributo a "that great Cary Grant escape period."
Oliver Hailey scrisse la prima stesura e la novella venne pubblicata nel marzo del 1971. Il New York Time scrisse: "C'è qualcosa di coinvolgente in tutto quel nonsense".
Successivamente fu assunto Walter Hill per scrivere una serie di stesure successive alla prima per le quali ricevette solamente crediti.
nel 1971 fu annunciato che Warren Oates e Ryan O'neal avrebbero fatto parte del cast e inizialmente fu scelta Charlotte Rampling come attrice protagonista, tuttavia l'attrice rimase incinta prima dell'inizio delle riprese e fu sostituita da Jaqueline Bisset.
Fu scelta Houston come location del film.
Jaqueline Bisset dichiarò più tardi che il suo personaggio nel film non era perfettamente sviluppato e che aveva seri dubbi sulla moralità del film. "I think stealing is dishonest. But it's only a movie", dichiarò.
La lavorazione del film, durò da metà marzo all'inizio di giugno 1972.

## Distribuzione
Il copyright del film, richiesto dalla Warner Bros. Inc., fu registrato il con il numero LP42783.
Distribuito dalla WB, il film uscì nelle sale cinematografiche USA nel marzo 1973 dopo essere stato presentato in prima a New York il 1º marzo e a Los Angeles il 7 marzo. Il 13 marzo, fu distribuito nella Germania Federale con il titolo Webster ist nicht zu fassen. Sempre nello stesso anno, il film uscì anche in Giappone (21 aprile, come Okashina okashina dai dorobô), Finlandia (25 maggio, come Varas joka tuli päivälliselle), Regno Unito (27 maggio), Svezia (28 maggio, come Tjuven som kom på middag), Danimarca (18 giugno, come Charmetyven), Francia (16 agosto, come Le Voleur qui vient dîner), Irlanda (5 ottobre), Paesi Bassi (6 dicembre).